# Nick Pagano
Alfredo Pagano, conosciuto come Nick Pagano (Napoli, 24 aprile 1939 – Napoli, 7 maggio 1999), è stato un cantante italiano.

## Biografia
Debutta nel 1953 all'Hotel S. Elmo di Napoli come cantante di un complesso da ballo. Nel 1954 conosce la cantante Gloria Christian che lo presenta al maestro Gino Conte che lo inserisce, così, nell'organico di Radio Napoli. Nel 1958 firma il suo primo contratto discografico con l'etichetta Vis Radio, incidendo i primi dischi in napoletano. Nello stesso anno partecipa alla Sei giorni della canzone e al Festival di Napoli, dove gareggia con il brano Basta ammore pè campà, in abbinamento con Giacomo Rondinella, e 'O calippese napulitano, in duetto con Gloria Christian. Nel 1960 partecipa al Festival di Milano, dove propone il motivo Giuggiola abbinato a Corrado Lojacono. Nel 1964 cambia etichetta discografica passando alla Zeus, incidendo vari singoli in lingua quali L'insegna luminosa, Desiderio di lei ecc. Unica parentesi in vernacolo è il brano Maie, registrato con lo pseudonimo di Bobby Pagano e ripreso dall'11º Festival della canzone napoletana.
Alla fine degli anni sessanta tenta il rilancio discografico incidendo due brani dedicati alla squadra di calcio del Napoli, 'E palle dei tifosi e Passa 'o ciuccio, entrambi firmati dal maestro Enrico Buonafede.
Dopo questa esperienza decide di dedicarsi ad altro e ritirarsi a vita privata.
Muore a Napoli il 7 maggio 1999.

## Discografia parziale

### 45 giri
- 1958 – 'O cantastorie/'O calippese napulitano (Vis Radio, Vi MQN 36135; lato A canta Gloria Christian; lato B cantano Nick Pagano e Gloria Christian)
- 1958 – Basta ammore pe' campà/Voglio a tte (Vis Radio, Vi MQN 36137; lato B canta Gloria Christian)
- 1958 – Come prima/Ti dirò (Vis Radio, Vi MQN 36145)
- 1958 – Bruciame 'a vocca/Lusingame (Vis Radio, Vi MQN 36155)
- 1958 – Brivido blu/Ciao... ciao... ciao... (Vis Radio, Vi MQN 36271)
- 1958 – Boccuccia di rosa/Julia (Vis Radio, Vi MQN 36282)
- 1959 – Donna/Meglio così (Vis Radio, Vi MQN 36396)
- 1959 – Il tuo bacio è come un rock/Ci sei tu (Vis Radio, Vi MQN 36511)
- 1960 – Libero/Gridare di gioia (Vis Radio, Vi MQN 36555)
- 1960 – John Barleycorn (birra e whisky)/Fiorentina, tina tina (Vis Radio, Vi MQN 36654)
- 1964 – Una lacrima sul viso/Maie (Zeus, BE 112; pubblicato con il nome di Bobby Pagano)
- 1964 – E vai/Never (Zeus, BE 114)
- 1964 – Desiderio di te/L'insegna luminosa (Zeus, BE 115)
- 1968 – Rosmery/Desiderio di baci (Olgen, G.O. 0500; pubblicato con il nome di Nik Pagano)
- 1969 – 'E palle dei tifosi/Passa 'o ciuccio (Studio7, a 402)

### EP
- 1958 – Julia/Boccuccia di rosa/Brivido blu/Ciao... ciao... ciao... (Vis Radio, ViMQ 14147)
- 1958 – Come prima/Ti dirò/Strada 'nfosa/Resta cù mme (Vis Radio, ViMQ 14148)